# Teatro Maipo
El Teatro Maipo és un teatre de Buenos Aires, (Argentina) i és, històricament, un dels teatres més importants de la ciutat. Ubicat a prop de l'Obelisco, la seva sala té 754 localitats. Propietat de l'exballarí Julio Bocca i de l'empresari teatral Lino Patalano
Anteriorment, en el solar del teatre s'hi va inaugurar el 1908 el Teatro Scala on oferien representacions en llengua francesa. Amb posterioritat, s'inaugura el Teatro Esmeralda. Amb el nom de Teatro Maipo obria les seves portes el 13 d'agost de 1922.
El 1928 es produeix un incendi, fet que es repetiria el 1943. El 23 de maig de 1933, hi va debutar l'actriu Lola Membrives
L'any 2008, amb motiu de commemorar-se el primer centenari del teatre, els propietaris del local, l'ex-ballarí Julio Bocca i l'empresari Lino Pantalano varen encarregar a Claudio Segovia l'espectacle "Maipo siempre Maipo", que va ser dirigit pel director musical català instal·lat a l'Argentina Mike Ribas.